# Tuimasi Manuca
Tuimasi Manuca (14 de mayo de 1985 en Lautoka) es un futbolista fiyiano que juega como delantero en el Hekari United.

## Carrera
Debutó en 2005 para el Ba FC, y luego de cuatro años muy exitosos, en 2009 fue transferido al Hekari United papú, con el club de Papúa Nueva Guinea ganó la O-League 2010. En 2011 regresó al Ba FC, con el que ganó la liga en tres ocasiones antes de ser contratado nuevamente por el Hekari.

### Clubes
| Club                        | País               | Año             |
| --------------------------- | ------------------ | --------------- |
| Ba Football Association     | Fiyi               | 2005 - 2009     |
| Hekari United Football Club | Papúa Nueva Guinea | 2009 - 2011     |
| Ba Football Association     | Fiyi               | 2011 - 2013     |
| Hekari United Football Club | Papúa Nueva Guinea | 2014 - Presente |

### Selección nacional
Disputó la Copa de las Naciones de la OFC 2008, que funcionaban como eliminatorias al Mundial de Sudáfrica 2010. Jugó 3 partidos y no convirtió goles.